# Bon towarowy
Bon towarowy – dokument uprawniający jego posiadacza do bezgotówkowego nabycia określonych towarów w oznaczonym terminie, w określonym przedsiębiorstwie, w kwocie na jaką wystawiony jest dany bon. 
Bony towarowe emitowane są przez podmioty specjalizujące się w obsłudze programów kafeteryjnych dla przedsiębiorstw. Nabywcą bonu może być osoba fizyczna, przedsiębiorstwo lub instytucja, która następnie przekazuje go osobie realizującej bon poprzez bezgotówkowe nabycie dóbr lub usług u wystawcy bonu.
Bony towarowe najczęściej kupowane są z okazji świąt czy jubileuszy przez zakłady pracy i wydawane pracownikom.